# Бригада розыска и реагирования
Бригада розыска и реагирования (фр. Brigade de recherche et d'intervention / BRI), сокращённо БРР — боевая единица и подразделение полицейского спецназа Национальной полиции Франции, находящаяся в ведении Министерства внутренних дел Франции. Каждая бригада занимается расследованием уголовных преступлений, в том числе вооружённых ограблений и похищений людей. В задачи бригады входит захват и нейтрализация потенциальных преступников ещё до совершения последними противоправных деяний — этот метод впервые был освоен в 1960-е годы парижской БРР. Для сбора информации о преступниках они используют комплекс традиционных и современных методов. Большую часть операций по задержанию офицеры бригады проводят, будучи в гражданской одежде, а не в униформе.
В ведении Министерства внутренних дел находится более 15 бригад из крупных городов Франции. Старейшая из них, парижская БРР, основана в 1964 году под именем Бригада розыска и реагирования — префектура полиции (фр. Brigade de recherche et d'intervention - Préfecture de police / BRI-PP). В 1972 году на фоне теракта в Мюнхене было принято решение, что парижская бригада станет основой для нового полицейского спецподразделения — «Бригада Антикоммандо» (фр. Brigade Anticommando / BRI-BAC), которой помогают при операциях другие подразделения префектуры полиции Парижа. Парижская бригада участвовала в операциях против террористов в магазине кошерных продуктов у Порт-де-Венсен и в концертном зале «Батаклан» во время захвата заложников в 2015 году. В этих операциях Парижская бригада участвовала вместе с силами вмешательства Национальной полиции (в том числе с подразделением RAID).

## Краткая история
Первая бригада розыска и реагирования была создана в 1964 году в Париже по распоряжению комиссара парижской префектуры полиции Франсуа Ле Муэля. Он предположил, что есть ситуации, когда полиции надо не ждать, пока совершится преступление и можно будет начать расследование, а лучше установить слежку за известными преступниками или уже подозреваемыми в преступления, равно как и за потенциальными жертвами. В подобном случае можно будет арестовать преступника либо до совершения преступления, либо после, но не во время самого противозаконного действия. В таком случае у полиции было бы больше доказательств виновности, а риск перестрелок и гибели посторонних в таком случае снизился бы.
Изначально бригада розыска и реагирования была лишь бригадой в составе Директората уголовной полиции, однако с 1967 года стала отдельной бригадой, ведомой Ле Муэлем. Позже методы борьбы против преступников переняли из Франции и другие страны Европы. В 1977 году эти методы помогли арестовать похитителей банкира Жерара Малле, которые находились под наблюдением более 4 месяцев и 9 августа спустя почти 4 часа после похищения были арестованы полицией.

## Решаемые задачи
Все бригады розыска и реагирования, в том числе и парижская, выполняют обязанности уголовной полиции, арестовывая преступников и с поличным. В случае террористической атаки в бригадах формируются специальные отряды быстрого реагирования. Парижская бригада в случае угрозы терактов или захвате заложников действует совместно с RAID и GIGN. Остальные бригады действуют в пределах вверенных им городов и департаментов.

## Структура
Все бригады являются регулярными подразделениями Национальной полиции Франции, чья юрисдикция распространяется на всю территорию Французской Республики. Единственными исключениями являются Префектура полиции Парижа и Префектура полиции Буш-дю-Рон, где действуют собственные органы управления, подчиняющиеся непосредственно Министру внутренних дел Франции.
В отличие от RAID, который представляет собой отряд быстрого реагирования, подчиняющийся генеральному директору Национальной полиции, бригады розыска и реагирования входят в состав собственно уголовной полиции Франции. Их основная миссия — арест особо опасных преступников, совершающих насильственные преступления. Офицеры бригады в большинстве случаев для задержания одеваются в гражданскую одежду, часто с капюшоном, чтобы скрыть свою личность при выполнении некоторых заданий. Координировать действия парижской бригады и RAID в контртеррористических операциях поручено силам вмешательства Национальной полиции, которые возглавляет командир RAID.
По состоянию на 2018 год действовали следующие бригады розыска и реагирования:
- Префектура полиции Парижа[англ.]
  - Региональный директорат уголовной полиции Парижа[англ.]
    - Бригада розыска и реагирования — Префектура полиции (фр. Brigade de recherche et d'intervention - Préfecture de police / BRI-PP). Парижская бригада розыска и реагирования, первая в истории подобная бригада, предшественник всех последующих. В случае угрозы национальной безопасности трансформируется в Бригаду Антикоммандо (фр. Brigade Anticommando / BRI-BAC).
- Центральный директорат уголовной полиции[англ.]
  - Национальные бригады
    - Бригада розыска и реагирования — Национальный уровень (фр. Brigade de recherche et d'intervention - Nationale / BRI-NAT). Нантерская бригада розыска и реагирования, поддерживает проводимые на национальном уровне расследования.
    - Бригада розыска и реагирования — Национальный уровень, финансы (фр. Brigade de recherche et d'investigation - Financières nationales / BRI-FN). Бригада, занимающаяся расследованием финансовых преступлений в соответствующем отделе Национальной полиции.

  - Межрегиональный директорат уголовной полиции Лиона (фр. Direction interrégionale de la police judiciaire de Lyon / DIPJ Lyon) — Лионская бригада розыска и реагирования
  - Межрегиональный директорат уголовной полиции Марселя (фр. DIPJ Marseille) — Марсельская бригада розыска и реагирования
    - Региональное отделение в Ницце при межрегиональном директорате уголовной полиции Марселя (фр. DIPJ Marseille – antenne PJ Nice) — Ниццкая бригада розыска и реагирования
    - Региональная служба уголовной полиции Монпелье (фр. Service régionale de la police judiciaire de Montpellier / SRPJ Montpellier) — Монпельерская бригада розыска и реагирования

  - Межрегиональный директорат уголовной полиции Ренна (фр. DIPJ Rennes)
    - Региональное отделение в Нанте при межрегиональном директорате уголовной полиции Ренна (фр. DIPJ Rennes – antenne PJ Nantes) — Нантская бригада розыска и реагирования
    - Региональная служба уголовной полиции Руана (фр. DIPJ Rennes – SRPJ Rouen) — Руанская бригада розыска и реагирования

  - Межрегиональный директорат уголовной полиции Лилля (фр. DIPJ Lille) — Лилльская бригада розыска и реагирования
  - Региональная служба уголовной полиции Версаля (фр. DIPJ Versailles) — Версальская бригада розыска и реагирования
  - Межрегиональный директорат уголовной полиции Страсбурга (фр. DIPJ Strasbourg) — Страсбургская бригада розыска и реагирования
  - Межрегиональный директорат уголовной полиции Бордо (фр. DIPJ Bordeaux) — Бордоская бригада розыска и реагирования (в том числе отделение в Байонне)
    - Региональная служба уголовной полиции Тулузы (фр. DIPJ Bordeaux – SRPJ Toulouse) — Тулузская бригада розыска и реагирования

  - Региональная служба уголовной полиции Аяччо (фр. DRPJ Ajaccio) — Аяччинская бригада розыска и реагирования (в том числе отделение в Бастии)
  - Межрегиональный директорат уголовной полиции Орлеана (фр. DIPJ Orléans) — Орлеанская бригада розыска и реагирования

## Вооружение
На вооружении состоят следующие образцы:
- пистолеты под патрон 9x19mm Parabellum: Glock 17 и Glock 26 (у каждого бойца), возможно оснащение Glock 18 или Glock 19
- пистолеты-пулемёты под патрон 9x19mm Parabellum: HK MP5, HK MP5K
- автоматы: HK 53, HK G36, SIG 551, HK G3, FN SCAR-L, HK416
- гладкоствольные ружья: Beretta M3P[фр.], Remington M870 Police, Benelli M3 Super 90, Franchi SPAS-12, Franchi SPAS-15, Valtro PM-5, Valtro PM-5-350, Вепрь-12 Молот, Kel-Tec KSG
- пулемёты FN Minimi, Rheinmetall MG3
- снайперские и марксманские винтовки: HK417, FN SCAR-H, HK PSG1, PGM Précision[англ.], PGM Hecate II, Blaser R93 Tactical
- нелетальное оружие: электрошокер Taser X26, гранатомёт Brügger & Thomet GL-06 40x46, нелетальный гранатомёт Flash-Ball[англ.]
- гранаты разных типов: ослепляющие, дымовые, осколочные
- взрывчатка

- Автомобили бригады розыска и реагирования
- Бронетранспортёр PVP
- Бронированный тяжёлый грузовик парижской бригады на учениях в июне 2018 года
- Автомобили Volkswagen Amarok

## Командиры
Все командиры парижской Бригады розыска и реагирования
- Франсуа Ле Муэль[фр.] (1964—1971)
- Жан Сотеро (1971—1974)
- Марсель Леклерк (1974—1978)
- Робер Бруссар[фр.] (1978—1982)
- Рене-Жорж Керри (1982—1983)
- Клод Кансе[фр.] (1983—1987)
- Пьер Кавен (1987—1989)
- Жан-Марк Блош[фр.] (1989—1996)
- Ив Йобик (1996—2001)
- Жан-Жак Эрлем (2001—2003)
- Кристиан Флеш (2003—2004)
- Паскаль Карро (2004—2008)
- Мишель Фори (2008—2013)
- Кристоф Мольми (текущий)

## Потери
Три офицера Парижской бригады розыска и реагирования погибли при исполнении обязанностей с момента образования бригады:
- Ролан Линк (фр. Roland Linck) — 3 декабря 1980
- Жан Вриндтс (фр. Jean Vrindts) — 14 января 1986
- Жерар Марле (фр. Gérard Marlet) — 17 июня 1986

## В популярной культуре

### Фильмы
- Полицейская война (1979)
- Набережная Орфевр, 36 (2004)
- Шестерёнки (с 2005)
- Враг государства № 1 (2008)
- Враг государства № 1: Легенда (2008)
- Антиганг[англ.] (2015)